# کاستن بای بوهمکیرشن
کاستن بای بوهمکیرشن (به آلمانی: Kasten bei Böheimkirchen) یک منطقهٔ مسکونی در اتریش است که در ناحیه زانکت پولتن-لاند واقع شده‌است. کاستن بای بوهمکیرشن ۱٬۲۳۷ نفر جمعیت دارد.